# Kobylarzowa Kopka
Die Kobylarzowa Kopka ist ein Berg in der polnischen Westtatra mit 1843 Metern Höhe im Massiv der Czerwone Wierchy. 

## Lage und Umgebung
Die Staatsgrenze verläuft über den Hauptgrat der Tatra. Die Kobylarzowa Kopka befindet sich nördlich des Hauptkamms. Nördlich des Gipfels liegt das Tal Dolina Miętusia, ein Seitental des Tals Dolina Kościeliska, konkret sein Hängetal Dolina Mułowa.

## Tourismus
Der Gipfel der Kobylarzowa Kopka ist für Wanderer nicht zugänglich.  
Als Ausgangspunkt für eine Besteigung ihrer Hänge aus den Tälern eignen sich die Ornak-Hütte, Kondratowa-Hütte und die Chochołowska-Hütte.

## Belege
- Zofia Radwańska-Paryska, Witold Henryk Paryski, Wielka encyklopedia tatrzańska, Poronin, Wyd. Górskie, 2004, ISBN 83-7104-009-1.
- Tatry Wysokie słowackie i polskie. Mapa turystyczna 1:25.000, Warszawa, 2005/06, Polkart, ISBN 83-87873-26-8.